# مارك دي فال
مارك دي فال (بالإسبانية: Marc de Val) هو لاعب كرة قدم إسباني في مركز الوسط، ولد في 15 فبراير 1990 في بلانيس في إسبانيا. لعب مع أولمبيك تشاتيفا وريال مدريد ج وريال مدريد ونادي دونكاستر روفرز ونادي ساباديل.

## وصلات خارجية
- مارك دي فال على موقع قاعدة بيانات كرة القدم.إي يو (الإنجليزية)
- مارك دي فال على موقع Soccerbase.com (لاعب) (الإنجليزية)
- مارك دي فال على موقع Soccerway.com (الإنجليزية)